# Хайдаберг (гидроаэропорт)
Гидроаэропорт Хайдаберг (англ. Hydaburg Seaplane Base), (ИАТА: HYG, ИКАО: PAHY, FAA LID: HYG) — государственный гражданский гидроаэропорт, расположенный в населённом пункте Хайдаберг (Аляска), США.
Деятельность аэропорта субсидируется за счёт средств Федеральной программы США Essential Air Service (EAS) по обеспечению воздушного сообщения между небольшими населёнными пунктами страны.

## Операционная деятельность
Гидроаэропорт Хайдаберг расположен на высоте уровня моря и эксплуатирует одну взлётно-посадочную полосу:
- E/W размерами 1524 x 610 m, для обслуживания гидросамолётов.

За период с 31 декабря 2006 года по 31 декабря 2007 года Гидроаэропорт Хайдаберг обработал 1 000 операций взлётов и посадок самолётов (в среднем 83 операций ежемесячно), из них 50 % — аэротакси и 50 % — авиация общего назначения.: